# Székelyföld műemlékeinek listája

Műemléket jelző szimbólum Romániában

Ez a lista Székelyföld műemlékeit tartalmazza, a román Kulturális Minisztérium közzétételi listája alapján.

## LMI kód
Romániában a műemlékeket a Kulturális Minisztérium által kiadott LMI kód (Lista monumentelor istorice = műemlékek listája) alapján azonosítják. Ennek formátuma AB-I-m-A-00001, melyből:
- az első két betű a megyét jelenti (Hargita megye = HR, Kovászna megye = CV, Maros megye = MS, Brassó megye = BV, Bákó megye = BC, Neamț megye = NT, stb.)
- a római szám jelenthet: régészeti- (I) vagy építészeti örökséget (II), emlékhelyet (III), illetve temetőt, temetkezési emlékhelyet (IV)
- egy kisbetű, amelyik műemléket (m), műemlékegyüttest (a) vagy régészeti helyet (s) jelöl
- egy betű, mely országos műemlékvédelmet (A) vagy helyi műemlékvédelmet (B) jelent
- az adott műemlék 5 jegyű sorszáma (a műemlék-együtteseknél az 5 számjegy után, ponttal elválasztva található még 2 számjegy (pl.: 00001.01), ami a műemlék-együtteseben különíti el az egyes műemlékeket)

## Bardóc-Miklósvárszék
| LMI-kód                                   | Megnevezés                             | Település | Cím                                    | Datálás                               | Alkotók | Koordináták                                                | Kép          | Hibák        |
| ----------------------------------------- | -------------------------------------- | --------- | -------------------------------------- | ------------------------------------- | ------- | ---------------------------------------------------------- | ------------ | ------------ |
| BV-II-a-B-11597 (RAN kód: 40535.09)       | „Nagy utca” tájjellegű településrész   | Apáca     | Nagy utca mindkét oldala               | 18-19. század                         |         |                                                            | Képfeltöltés | Hiba jelzése |
| BV-II-a-B-11598                           | Evangélikus templom műemlékegyüttes    | Apáca     | Nagy u. 380 sz.                        | 18-19. század                         |         |                                                            | Képfeltöltés | Hiba jelzése |
| BV-II-m-B-11598.01 (RAN kód: 40535.07)    | Evangélikus templom                    | Apáca     | Nagy u. 380 sz.                        | 18. század                            |         |                                                            | Képfeltöltés | Hiba jelzése |
| BV-II-m-B-11598.02                        | Harangtorony                           | Apáca     | Nagy u. 380 sz.                        | sec. 19. század                       |         |                                                            | Képfeltöltés | Hiba jelzése |
| BV-II-m-B-11598.03                        | Evangélikus plébánia                   | Apáca     | Nagy u. 380 sz.                        | 1806                                  |         |                                                            | Képfeltöltés | Hiba jelzése |
| BV-II-m-B-11599                           | Ház                                    | Apáca     | Új u. 91 sz.                           | 19. század                            |         |                                                            | Képfeltöltés | Hiba jelzése |
| BV-II-m-B-11600                           | Ház                                    | Apáca     | Erdő út 410 sz.                        | 19. század                            |         |                                                            | Képfeltöltés | Hiba jelzése |
| BV-II-m-B-11601                           | Ház                                    | Apáca     | Erdő út 423 sz.                        | 19. század                            |         |                                                            | Képfeltöltés | Hiba jelzése |
| BV-II-m-B-11602 (RAN kód: 40535.08)       | Vártorony                              | Apáca     | Fő utca Ürmös felőli kijárata          | 14. század                            |         |                                                            | Képfeltöltés | Hiba jelzése |
| BV-I-s-A-11282 (RAN kód: 41710.01)        | Alsórákos-i régészeti lelőhely         | Alsórákos | „Várdomb” a településtől 1 km D-DNY-ra |                                       |         | é. sz. 46,0233°, k. h. 25,4206°46.023300°N 25.420600°E     | Képfeltöltés | Hiba jelzése |
| BV-I-m-A-11282.02 (RAN kód: 41710.01.01)  | Római kori erődítmény romjai           | Alsórákos | „Várdomb” a településtől 1 km D-DNY-ra | Kr. e. I. század - I. század (Latène) |         | é. sz. 46,0233°, k. h. 25,4206°46.023300°N 25.420600°E     | Képfeltöltés | Hiba jelzése |
| BV-II-a-B-11753                           | Református templom műemlékegyüttes     | Alsórákos | Erzsébet u. 435 szám                   | 19. század                            |         |                                                            | Képfeltöltés | Hiba jelzése |
| BV-II-m-B-11753.01                        | Református templom                     | Alsórákos | Erzsébet u. 435 szám                   | 1825 - 1831                           |         |                                                            | Képfeltöltés | Hiba jelzése |
| BV-II-m-B-11753.02                        | Templomot körülvevő fal                | Alsórákos | Erzsébet u. 435 szám                   | 19. század                            |         |                                                            | Képfeltöltés | Hiba jelzése |
| BV-II-a-A-11754 (RAN kód: 41710.05)       | Sükösd-Bethlen kastély műemlékegyüttes | Alsórákos | Fő út 137 szám                         | 16-18. század                         |         | é. sz. 46,023563°, k. h. 25,408498°46.023563°N 25.408498°E | Képfeltöltés | Hiba jelzése |
| BV-II-m-A-11754.01 (RAN kód: 41710.05.01) | Sükösd- Bethlen kastély                | Alsórákos | Fő út 137 szám                         | 1624 - 1700                           |         |                                                            | Képfeltöltés | Hiba jelzése |
| BV-II-m-A-11754.03                        | Bástya                                 | Alsórákos | Fő út 137 szám                         | 16-17. század                         |         |                                                            | Képfeltöltés | Hiba jelzése |

## Csíkszék
| LMI-kód                             | Megnevezés  | Település  | Cím                   | Datálás | Alkotók | Koordináták | Kép                                                      | Hibák        |
| ----------------------------------- | ----------- | ---------- | --------------------- | ------- | ------- | ----------- | -------------------------------------------------------- | ------------ |
| BC-II-m-B-00830 (RAN kód: 22727.01) | Rákóczi-vár | Gyimesbükk | A település határában | 1780    |         |             | További képekért kattints BC-II-m-B-00830 · Képfeltöltés | Hiba jelzése |

## Gyergyószék
| LMI-kód                             | Megnevezés                                | Település                             | Cím               | Datálás                              | Alkotók | Koordináták | Kép          | Hibák        |
| ----------------------------------- | ----------------------------------------- | ------------------------------------- | ----------------- | ------------------------------------ | ------- | ----------- | ------------ | ------------ |
| NT-I-s-B-10484 (RAN kód: 121304.01) | falusi település                          | Almásmező                             | a „Hegyecske”     | Gravetti kultúra, felső paleolitikum |         |             | Képfeltöltés | Hiba jelzése |
| NT-II-m-B-20192                     | „Szent Kereszt felmagasztalása” fatemplom | Gyergyóbékás, Gyergyózsedánpatak falu |                   | 18-20. század                        |         |             | Képfeltöltés | Hiba jelzése |
| NT-II-m-A-10590                     | Szt. Demeter fatemplom                    | Gyergyóbékás, Gyergyózsedánpatak falu | Kecskepataka utca | 1829                                 |         |             | Képfeltöltés | Hiba jelzése |

## Kézdiszék
II. Rákoczi György építtette, nagyon erős várerőd lehetett. Az egyetlen, lejtős sziklatalajon fekvő vár (100 lépés hosszúságú, 50 lépés szélességben, szögletein négyszög bástyákkal. Ma már csak az északi és keleti oldal falai és bástyái állnak még, rongált állapotban. A vár tökéletes védelmet nyújtott, lezárta az Ojtozi szorost.

## Sepsiszék
Egyik jellegzetes műemlék a reformátusok ódon temploma, a város Északi végénél egy emelkedön helyezkedik el. A Sólyomkő vár is ebben a székben található meg.
| LMI-kód           | Megnevezés                | Település        | Cím                                                       | Datálás                      | Alkotók | Koordináták | Kép          | Hibák        |
| ----------------- | ------------------------- | ---------------- | --------------------------------------------------------- | ---------------------------- | ------- | ----------- | ------------ | ------------ |
| CV-I-m-B-13029.02 | Gémvára erődítmény romjai | Sepsiszentgyörgy | 2 kilométerre nyugatra a várostól, a Debren patak partján | Bronzkor, Wietenberg-kultúra |         |             | Képfeltöltés | Hiba jelzése |